# Теодор (ім'я)
Теодо́р (грец. Θεόδωρος) — чоловіче ім'я, що походить від грецького Θεόδωρος, що перекладають як «подарований Богом», «Божий дар». Український (західний), європейський, латинський, романогерманський і західнословенський, британський, німецький, чеський, польський і литовський варіант імені Федір. Має те ж саме значення, що й ім'я Доротей (Дорофій). Жіноча форма імені - Теодорія, Теодора.
- Розмовні та зменшувальні форми: Тодорцьо, Тодірко, Дорко, Федьо тощо. Зменшувальний, пестливий варіант цього імені — Тедді, звідки імена Тедді Рузвельт, Дядько Тедді (англ. Uncle Teddy), Ведмедик Тедді (англ. Teddy Bear) та ін.
- По батькові: Теодорович, Теодорівна.
- Прізвища, що походять від імені Теодор: Теодорчук, Теодорович, Теодорчик, Теодоровський тощо.

## Історія імені
Теодор є теофорним іменем (тобто таким, що містить означення Бога або божественний епітет). Тому воно було досить популярним серед перших християн. Тим не менше, ім'я Теодор виникло ще за античних часів. Відомим носієм імені є давньогрецький математик Теодор Кіренський (V — початок IV ст. до н. е.) — учитель Платона.

## Іншомовні аналоги
У інших мовах імені Теодор відповідають імена:
- англійська — Theodore, Theo, Ted, Teddy,
- білоруська — Тодар,
- болгарська — Тодор, Теодор,
- грецька — Θεόδωρος (Theodoros), Θόδωρος (Thodoros)
- іспанська — Teodoro
- італійська — Teodoro, Todaro, Teodoreto, Teodulo
- латинська — Theodorus,
- німецька — Theodor, Theo
- польська — Teodor
- російська — Фёдор
- румунська — Teodor
- фінська — Teutori
- французька — Théodore, Théo
- чеська — Teodor
- сербська — Теодор, Тодор
- угорська — Tivadar, Tiodor, Tiadar, Teodor, Tódor.

## Відомі особи на ім'я Теодор

#### Україна
- Теодор Корятович — князь подільський, князь мукачівський
- Теодор Цегельський — український церковний і громадський діяч
- Теодор Торосевич — український фармацевт і бальнеохімік вірменського походження.
- Теодор Сулименко — український політичний та військовий діяч, гетьман так званої ханської України у 1684—1685 роках.
- Теодор Ярчук — засновник Української Лютеранської Церкви.
- Теодор Федечко — український політичний та громадський діяч, в'язень концтабору Береза Картузька, член Крайової екзекутиви ОУН.
- Теодор Ромжа — єпископ Мукачівської греко-католицької єпархії, блаженний Католицької Церкви.
- Теодор Рожанковський — український політичний та військовий діяч, науковець, суддя, правник, перший командант Легіону УСС.

США
- Теодор Драйзер — американський письменник і громадський діяч.
- Теодор Рузвельт — 26-й американський президент.
- Теодор Костюк — американський астрофізик українського походження, головний науковець з дослідницьких програм у Центрі космічних польотів ім. Годдарда.

Польща
- Теодор Потоцький — примас Польщі
- Теодор Потоцький — польський шляхтич, магнат, військовик, урядник